# Pandemia de COVID-19 en Malí
La pandemia de COVID-19 en Malí es parte de la pandemia mundial en curso de enfermedad por coronavirus 2019 (COVID-19) causada por el síndrome respiratorio agudo severo coronavirus 2 (SARS-CoV-2). Se confirmó que el virus llegó a Malí en marzo de 2020.

## Antecedentes
El 12 de enero de 2020, la Organización Mundial de la Salud (OMS) confirmó que un nuevo coronavirus fue la causa de una enfermedad respiratoria en un grupo de personas en la ciudad de Wuhan, provincia de Hubei, China, que se informó a la OMS el 31 de diciembre de 2019.
La tasa de letalidad de COVID-19 ha sido mucho más baja que la del SARS de 2003, pero la transmisión ha sido significativamente mayor, con un número total de muertes significativo.
Las simulaciones basadas en modelos para Malí sugieren que el intervalo de confianza del 95% para el número de reproducción variable en el tiempo R t se ha mantenido estable alrededor de 1,0 desde noviembre de 2020.

## Cronología

### Marzo de 2020
El 25 de marzo, Malí confirmó sus dos primeros casos de COVID-19.
El 26 de marzo, el Ministerio de Salud y Asuntos Sociales registró dos nuevos casos. Para hacer frente a la epidemia que hasta ahora había salvado al país, en un discurso a la nación, Ibrahim Boubacar Kéïta, el presidente de la República de Malí declaró el estado de emergencia e instituyó el toque de queda de las 21.00 a las 5.00 horas.
El 27 de marzo, 7 nuevas pruebas positivas para Coronavirus: Mali subió a 11 casos.
El 28 de marzo, se confirmaron 7 nuevos casos, el total aumentó a 18. Se produjo la primera muerte por COVID-19.
El 31 de marzo, 25 personas dieron positivo y hubo 2 muertes según las autoridades sanitarias.

### Abril de 2020
A finales de abril se habían confirmado 490 casos de los cuales 329 seguían activos y 26 muertes.

### Mayo de 2020
A fines de mayo se habían confirmado 1.265 casos de los cuales 472 seguían activos y 77 muertes.

### Junio de 2020
A finales de junio se habían confirmado 2.181 casos de los cuales 591 seguían activos y 116 muertes.

### Julio de 2020
En julio se confirmaron 354 casos, lo que eleva el número total a 2.535, de los cuales 474 seguían activos al final del mes. El número de muertos aumentó de ocho a 124.

### Agosto de 2020
Había 2.640 casos confirmados, 528 casos activos, 1.987 recuperaciones y 125 muertes al 16 de agosto, dos días antes del motín que condujo al golpe. Durante el mes hubo 241 casos confirmados, elevando el número total a 2.776. El número de muertos se elevó a 126. Había 481 casos activos al final del mes.

### Septiembre de 2020
Al 12 de septiembre, había 2.916 casos confirmados, 512 casos activos, 2.276 recuperaciones y 128 muertes. Durante el resto de septiembre hubo 185 casos más, lo que eleva el número total de casos confirmados a 3.101. Tres muertes más elevaron el número de muertos a 131. El número de pacientes recuperados aumentó a 2.443, dejando 527 casos activos al final del mes.

### Octubre de 2020
Hubo 453 nuevos casos en octubre, lo que eleva el número total de casos confirmados a 3554. El número de muertos se elevó a 136. El número de pacientes recuperados aumentó a 2.753, dejando 665 casos activos al final del mes.

### Noviembre de 2020
En noviembre hubo 1.156 casos nuevos, lo que eleva el número total de casos confirmados a 4.710. El número de muertos se elevó a 156. El número de pacientes recuperados aumentó a 3.206, dejando 1.348 casos activos al final del mes.

## Medidas preventivas
El 18 de marzo, el presidente Ibrahim Boubacar Keita suspendió los vuelos desde los países afectados, cerró las escuelas y prohibió las grandes concentraciones públicas. Sin embargo, las elecciones previstas en marzo-abril, que ya se habían pospuesto varias veces debido a la mala situación de seguridad en el país, se llevaron a cabo según lo previsto.